# 住友林業クレスト
住友林業クレスト株式会社（すみともりんぎょうクレスト、英: SUMITOMO FORESTRY CREST CO., LTD.）は、愛知県名古屋市中区に本社を置く企業。

## 概要
住友林業株式会社の100%子会社で木質系住宅関連部材、住宅設備機器、合成樹脂接着剤および化学材料品や造り付け家具の製造販売などを行っている。
2011年（平成23年）4月には合板を製造している小松島工場を合板製造大手の株式会社日新に売却し、合板事業から撤退した。

## 沿革
- 1959年（昭和34年）8月 - 浜田合板株式会社として設立[4]。
- 1963年（昭和38年）7月 - 浜田産業株式会社に商号を変更[4]。
- 1991年（平成3年）10月 - 住友林業クレックス株式会社に商号を変更[4]。
- 2001年（平成13年）4月 - スミリンホルツ株式会社、スミリン合板工業株式会社[5]、富士不燃建材工業株式会社の3社を吸収合併。同時に住友林業クレスト株式会社に商号を変更[4]。本店を静岡市から東京都新宿区に移転。
- 2004年（平成16年）1月 - 株式会社不二を吸収合併[4]。
- 2005年（平成17年）4月 - 窯業建材事業を行っている富士事業所を分離分割し、ニチハ株式会社との合弁会社であるニチハ富士テック株式会社が承継[4][6]。
- 2005年（平成17年）6月 - 東洋プライウッド株式会社を子会社化[4]。
- 2010年（平成22年）4月 - 東洋プライウッド株式会社を吸収合併[4]。同月、東京都千代田区から愛知県名古屋市中区に本社を移転。
- 2010年（平成22年）10月 - 子会社の東洋陸運株式会社の全株式を大日本木材防腐株式会社へ譲渡[4][7]。
- 2011年（平成23年）4月 - 小松島工場を合板製造大手の株式会社日新に事業譲渡[4]。
- 2015年（平成27年）7月 - 子会社のShouei Furniture Co.,Ltd（タイ）の全株式をコイズミファニテック株式会社に譲渡[8]。

## 事業所
- 本社（愛知県名古屋市中区）[9]
- 鹿島工場（茨城県鹿嶋市）[9]
- 静岡工場（静岡県藤枝市）[9]
- 新居浜工場（愛媛県新居浜市）[9]
- 伊万里工場（佐賀県伊万里市）[9]